# انلی کاتر
انلی کاتر (انگلیسی: Eneli Kutter؛ زادهٔ ۲۷ مهٔ ۱۹۹۱) بازیکن فوتبال اهل استونی است.
وی همچنین در تیم‌های ملی فوتبال Estonia women's national under-19 football team و Estonia women's national football team بازی کرده‌است.